# Comunidade quilombola Peruana
Peruana é uma comunidade remanescente de quilombo, população tradicional brasileira, localizada no município brasileiro de Óbidos, no Pará. A comunidade de Peruana é formada por uma população de 16 famílias, distribuídas em uma área de 1945,53 hectares. O território foi certificado como remanescente de quilombo (reminiscências históricas de antigos quilombos) em 2017, pela Fundação Cultural Palmares.
Esta comunidade teve o Relatório Técnico de Identificação e Delimitação publicado em 2015 (etapa da regularização fundiária), tendo recebido a titulação da terra em 10/26/2018, pelo INCRA.

## Tombamento
O tombamento de quilombos é previsto pela Constituição Brasileira de 1988, bastando a certificação pela Fundação Cultural Palmares:

Art. 216. Constituem patrimônio cultural brasileiro os bens de natureza material e imaterial, tomados individualmente ou em conjunto, portadores de referência à identidade, à ação, à memória dos diferentes grupos formadores da sociedade brasileira [...]
§ 5º Ficam tombados todos os documentos e os sítios detentores de reminiscências históricas dos antigos quilombos.
Portanto, a comunidade quilombola de Peruana é um patrimônio cultural brasileiro, tendo em vista que recebeu a certificação de ser uma "reminiscência histórica de antigo quilombo" da Fundação Cultural Palmares no ano de 2017.

## Situação territorial
A comunidade Peruana foi formada por migrantes do Maranhão e famílias quilombolas da região amazônica, todas de ancestralidade negra. O território definido para essa comunidade está limitado ao espaço que hapitam historicamente e que é imprescindível para sua vivência social, econômica e cultural.
O título da terra (regularização fundiária) proporciona que a comunidade enfrente menos dificuldades para desenvolver a agricultura (como conflitos pela posse da terra com os fazendeiros da região em que se localiza), que solicite o licenciamento ambiental de seu território e solicite políticas sociais e urbanas para melhorias de suas condições de vida, como infraestrutura urbana de redes de energia, água e esgoto. Apesar disso, atualmente, a comunidade ainda tem dificuldades para ter acesso à educação, à saúde, ao transporte, à água e à infraestrutura.
A agricultura familiar é o sustento econômico da comunidade. São pequenas propriedades, em que cada família tem um roçado para agropecuária e extrativismo florestal, principalmente do cumaru. Utilizam métodos tradicionais de cultivo em pequenas propriedades, privilegiando a policultura.
Povos Tradicionais ou Comunidades Tradicionais são grupos que possuem uma cultura diferenciada da cultura predominante local, que mantêm um modo de vida intimamente ligado ao meio ambiente natural em que vivem. Através de formas próprias: de organização social, do uso do território e dos recursos naturais (com relação de subsistência), sua reprodução sócio-cultural-religiosa utiliza conhecimentos transmitidos oralmente e na prática cotidiana.